# Cornelis de Groot
Cornelis de Groot (Delft, 25 juli 1544 of 1546 - Leiden, 5 augustus 1610) was een Nederlands rechtsgeleerde en hoogleraar.

## Biografie
De Groot werd geboren in Delft als zoon van Hugo Cornelius de Groot en Maria Wiss. Hij studeerde in Frankrijk aan de universiteiten van Orleans en Parijs. Na het voltooiden van zijn studie keerde hij terug naar zijn geboortestad Delft waar hij voor een periode in de vroedschap zat. In 1575 volgde zijn benoeming tot hoogleraar Romeinsch Recht en Leenrecht aan de Universiteit van Leiden. Gedurende de periode 1581-1582 was hij rector magnificus. In 1583 legde hij wegens ziekte zijn leeropdracht neer. In 1578 keerde hij terug naar de Universiteit van Leiden om wederom als hoogleraar aan de slag te gaan. Tijdens deze tweede periode was hij nog driemaal rector magnificus. Namelijk in de studiejaren 1594-1597, 1603-1604 en 1608-1609. Op 25 juli 1610 ging hij met emeritaat maar op 5 augustus datzelfde jaar kwam hij te overlijden.
Tijdens zijn leven was hij een van de meest gevierde hoogleraren aan de Universiteit van Leiden. Hij is een aantal keer gevraagd voor de Hoge Raad maar dit heeft hij altijd geweigerd.

## Publicaties (selectie)
- Commentaria ad libros quatuor institutionum Juris Civilis.
- Commentaria ad primam partem sive libros quatuor priores Digestorum.
- Commentaria et observationes Feudalium.
- Tractatus singularis de differentiis Feudorum a Feudis Hollandicis.